# Théophile Finet
 Théophile Joseph Finet, né le 17 octobre 1837 à Couillet et décédé le 18 juillet 1910 à Courrière, fut un ingénieur, industriel et homme politique libéral belge.

## Biographie
Après des études à Paris, au Collège Chaptal, à Sainte-Barbe et à l'École centrale des arts et manufactures, Finet obtient en 1859 le diplôme d’ingénieur.
En tant qu'industriel, il a fait construire des lignes de chemin de fer dans les Balkans, en Turquie et en Syrie. Il fonde avec le comte Vitali (son beau-frère), la Régie générale de Chemins de fer et de Travaux publics, avec siège à Paris.
À Jambes, il construit en 1900 un atelier pour fabriquer des ponts et des charpentes métalliques, qui vont équiper de nombreuses lignes de chemin de fer, telles les lignes Soma-Panderma, Smyrne-Cassaba, Beyrouth-Tripoli et Damas-Hamas. Ses usines réalisent des travaux importants au port de Beyrouth et fournissent de nombreux ponts et ouvrages métalliques partout dans le monde. Les usines s’étendent sur deux hectares et demi, comprennent un hall de montage de 158 m sur 18 m et deux halls de machines de 158 m sur 12 m, une salle de traçage et une boulonnerie et des bureaux. Après agrandissements, les surfaces couvrent 11 000 m2. Les usines survivront à leur fondateur et deviendront les Ateliers de construction de Jambes-Namur.
En politique, Finet siège au conseil communal de Bruxelles (1882-1887). Il est élu sénateur de l'arrondissement d’Arlon-Virton (1889-1900) et des arrondissements de la province de Luxembourg (1900-1910). Finet collabora aussi à des journaux comme le Journal de Charleroi, La Réforme (1889-1895), L’Ardennais, Le Ralliement (1903).

## Généalogie
- Il est le fils de François Joseph Finet, industriel, et d'Henriette Parent.

## Sources
- Liberaal Archief
- Bio de Finet sur site Jambes